# Kawésqar (taal)
Kawésqar (ook Qawasqar, Alacaluf, Halakwulup, Kaweskar, Alakaluf, Kawaskar, Kawesqar,
Qawashqar, Halakwalip, Halakwulup, Hekaine, Kaueskar, Aksanás) is een isolaat gesproken in het zuiden van Chili door de Kawésqar. Oorspronkelijk waren er verscheidene dialecten. Eén daarvan, Kakauhau, wordt soms als aparte taal beschouwd. De taalfamilie die deze twee talen bevat is bekend als Alacalufan. Er zijn nog slechts 20 sprekers, waarvan de helft op Wellington Island, voor de kust van zuidwestelijk Chili.

## Schrift
Het alfabet dat gebruikt wordt is: a, æ, c, c', e, f, h, i, j, k, k', l, m, n, o, p, p', q, r, rr, s, t, t', u, w, x. Er zijn echter verschillen in dialecten en enkele geluiden die niet vertegenwoordigd worden.

## Morfologie en zinsbouw
Kawésqar heeft een complex systeem van grammaticale tijden, waaronder een fundamenteel morfologisch contrast tussen mythologisch verleden, nabij verleden, recent verleden, heden en toekomst.

## Fonologie
Klinkers
|          | Voor | Midden | Achter |
| -------- | ---- | ------ | ------ |
| Gesloten | i    |        | u      |
| Halfopen | e    |        | o      |
| Open     | æ    | a      |        |

Medeklinkers
|             | Bilabiaal | Labiodentaal | Alveolaar | Postalveolaar | Palataal | Velair | Uvulair | Gutturaal |
| ----------- | --------- | ------------ | --------- | ------------- | -------- | ------ | ------- | --------- |
| Nasaal      | m         |              | n         |               |          |        |         |           |
| Plosief     | p p'      | t t'         |           |               |          | k k'   | q       |           |
| Fricatief   |           | f            | s         |               |          | x      |         | h         |
| Affricaat   |           |              |           | tɕ tɕʼ        |          |        |         |           |
| Tremulant   |           |              | r - ɾ     |               |          |        |         |           |
| Approximant |           |              | l         |               | j        |        | w       |           |